# シルバー假面
『シルバー假面』（シルバーかめん）は、2006年公開の実写特撮映画。2006年に劇場公開され、2007年に全3巻のDVDシリーズとして発売された。

## 概要
1971年から1972年にかけて放映された特撮テレビドラマ『シルバー仮面』のリメイク作品である。佐々木守の遺稿を基に製作。実相寺昭雄らオリジナル版のスタッフが再び参加した。ジェネオンエンタテインメント初の自社製作による実写特撮作品である。
旧作とは接点のないものにしたいという実相寺の意向により、女性を主人公に大正時代を舞台とするなど、内容を大幅に変更している。
監督の実相寺昭雄は胃癌により、本作の試写後に体調を崩し、間もなく死去した。そのため、本作が実相寺の遺作となっている。

## ストーリー
1920年（大正9年）の東京で、不可思議な美女連続殺人事件が次々と発生していた。諜報機関からこれらの捜査の密命を受けた陸軍大尉・本郷義昭（山中峯太郎の軍事冒険小説の主人公）は、友人の平井太郎（のちに小説家・江戸川乱歩として有名になる）とともに浅草のダンテ劇場を調査中、ザビーネという日独ハーフの美女と出会う。
だが、そこで邪悪なクモ型宇宙人が本郷に襲いかかる。まもなく、ザビーネは「ニーベルンゲンの指輪」で銀色の超人・シルバー假面に変身し、宇宙人を撃退する。
ザビーネは本郷たちに、自分がドイツ人の母・エリスと文豪・森鷗外の間に生まれたこと、悲しい過去を背負ってまだ見ぬ父を探し、ドイツからやってきたことを語る。ザビーネが変身に用いる指輪は、人類を壊滅させるほどの底知れぬ力を持つといわれている。そこからふたりと、カリガリ博士とその配下の怪物や宇宙人、さらに鋼鉄のアンドロイドとの戦いが繰り広げられる。

## 備考
- シルバー假面のデザインは旧作と同じく池谷仙克が担当[2]。マスクは原口智生、スーツは竹田団吾が製作した[2]。マスクには大正時代の雰囲気を出すために鹿の革を使用している[2]。
- 全編を通して寺田農が無声映画の弁士として見事な熱弁をふるっている。
- DVDのVOL.2では、ザビーネが敵対するカリガリ博士に対し、母のビジョンを見せてくれたことに「ありがとう。思い出をありがとう」と述べ、カリガリは困惑の表情を見せている。
- DVDのVOL.3では、ドイツの書記係としてアドルフ・ヒトラーが登場している。

## キャスト
- 本郷義昭陸軍大尉：渡辺大
- ザビーネ / シルバー假面：ニーナ（内田仁菜）
- 少女時代のザビーネ：渡邊エリー
- ザビーネの母エリス：Adeyto Rex Angeli
- 平井太郎（のちの江戸川乱歩）：水橋研二
- カリガリ博士：石橋蓮司
- 明瀬総督：嶋田久作
- 敷島教授：ひし美ゆり子
- 森鷗外（ザビーネの父）：伊藤昌一
- 小金井：堀内正美
- 弁士：寺田農
- シルバー假面（スーツアクトレス）：MiWa[3][2]

## スタッフ
- 総監修：実相寺昭雄
- 企画協力：桜井浩子
- 原案：佐々木守、実相寺昭雄
- 監督：実相寺昭雄 (第壱話) 、北浦嗣巳 (第弐話) 、服部光則 (第参話)
- 脚本：中野貴雄 (第壱話、第参話) 小林雄次 (第弐話)
- キャラクターデザイン：池谷仙克
- 美術監督：池谷仙克
- 造型：原口智生
- コスチューム制作：竹田団吾

## 作品リスト
参照『宇宙船 YEAR BOOK 2007』
| 発売日   | 話数   | サブタイトル | 脚本     | 監督       | 登場怪物   |
| -------- | ------ | ------------ | -------- | ---------- | ---------- |
| 03月02日 | 第壱話 | はなやしき   | 中野貴雄 | 実相寺昭雄 | 蜘蛛男     |
| 04月04日 | 第弐話 | 於母影       | 小林雄次 | 北浦嗣巳   | 蝙蝠ザムザ |
| 04月25日 | 第参話 | 鋼鉄のマリア | 中野貴雄 | 服部光則   | マリア     |